# Milyonlarca kuştuk
Milyonlarca Kuştuk é il settimo album della cantante turca-albanese Candan Erçetin, pubblicato nel 2013 dal Dünya Müzik.

## Brani
1. Milyonlarca Kuştuk... – 4:30 (Candan Erçetin) – Erçetin
2. Yağmur – 4:42 (Erçetin) – Nuri Irmak
3. Güle Güle – 5:05 (Erçetin) – Karvelas Nikolaos
4. Yalnızlık – 4:07 (Erçetin) – Erçetin
5. Aşk – 4:13 (Doğan Duru ·  Erçetin) – Duru
6. Beklemeden – 4:39 (Erçetin) – Erçetin
7. Sen – 3:58 (Sinan) – Erçetin ·  Alper Erinç ·  Irmak
8. Hafif – 3:45 (Aylin Atalay) – Jürgen Heusser
9. Eğlen Neşelen – 4:08 (Erçetin) – Sholom Sholem Secunda
10. Kim Deli – 3:53 (Erçetin) – Erçetin ·  Erinç
11. Dalga – 4:02 (Erçetin) – Sorinel Pustiu
12. Yak Gemileri – 4:27 (Erçetin) – Pustiu
13. Yaralı Gönlüm – 4:24 (Recep Suat Sayın) – Nicolas Roubanis
14. Herkes Gibisin – 6:18 ((ghazzal di Nazım Hikmet Ran)) – Erçetin
15. Sen (Acoustic) – 3:38 (Sinan) – Erçetin ·  Erinç ·  Irmak

Durata totale: 65:49